# Französisierung
Französisierung oder Französierung (französisch Francisation) bezeichnet den Prozess, in dem sich die französische Sprache und je nach Kontext auch die französische Kultur als dominante Verkehrs- und Muttersprache bzw. Kultur durchsetzt. Dieser Prozess kann erwünscht sein, etwa von den Regierungen der ehemaligen französischen Kolonien in Afrika, oder erzwungen bzw. nicht erwünscht, etwa in den Minderheitenregionen Frankreichs, wie der Bretagne, Korsika, dem Elsass, Lothringen, dem Baskenland, Flandern oder ganz Okzitanien.

## Französisierung Frankreichs
Unter den Kapetingern kristallisierte sich Paris und die Ile-de-France allmählich als politisches Zentrum Frankreichs heraus, wodurch der dortige Regiolekt, das Franzische, zur Hochsprache reifte. Aufgrund der zunehmend zentralistischen Politik wurden die anderen Dialekte in den folgenden Jahrhunderten stark zurückgedrängt. Nachdem  Wilhelm der Eroberer im Jahr 1066 den englischen Thron bestiegen hatte, wurde das normannische Französisch für zwei Jahrhunderte die Sprache des englischen Adels. In dieser Zeit wurde die englische Sprache sehr stark vom Französischen beeinflusst, das Französische aber auch vom Normannischen, was Wörter wie crevette, quai sowie die Himmelsrichtungen sud, nord usw. bezeugen.

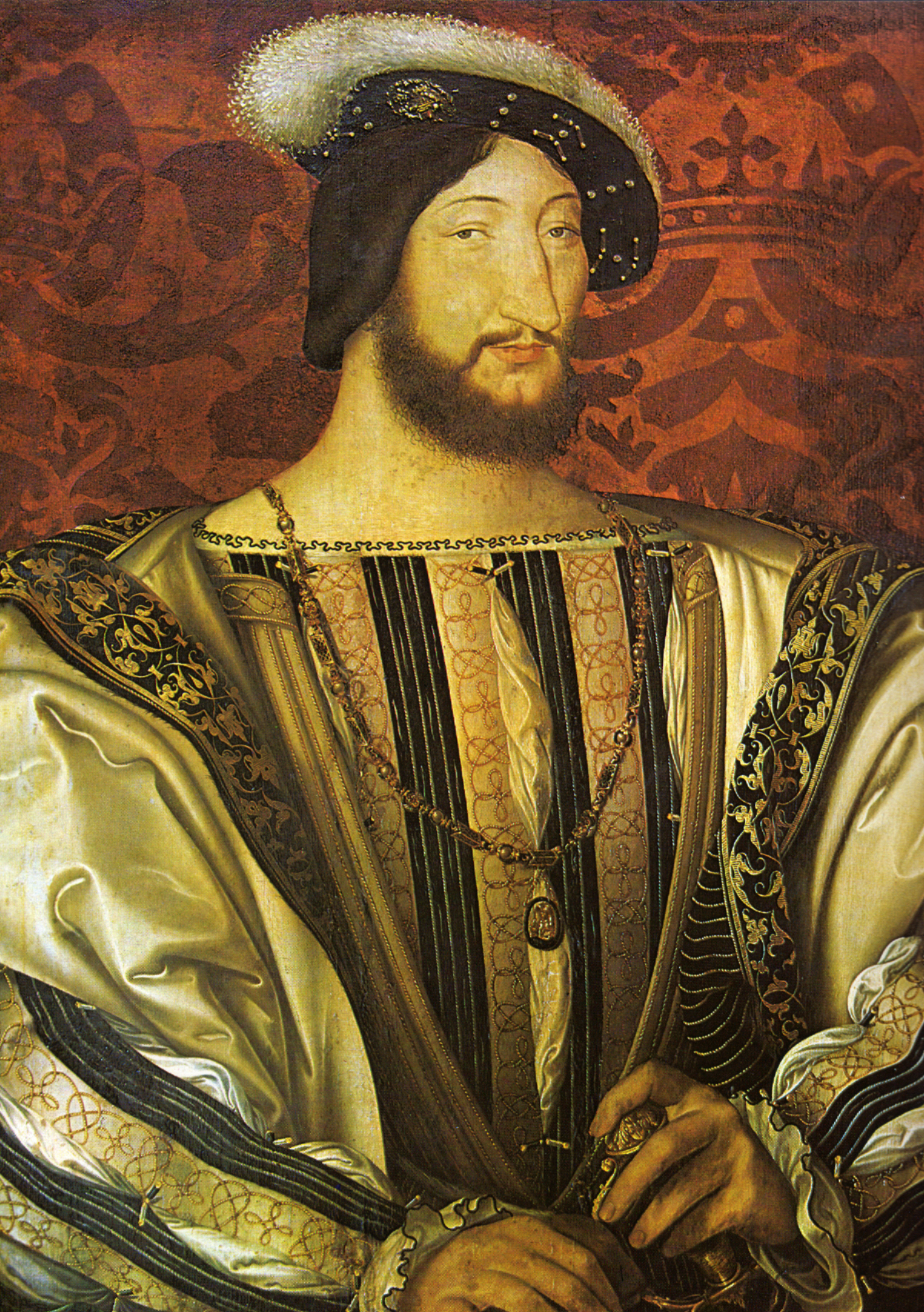
Franz I. (François I^{er}): Französisch wird zur Amtssprache in Frankreich

Mit den Albigenserkreuzzügen im 13. Jahrhundert weitete Frankreich sein Territorium nach Süden aus (später folgte noch Korsika), die Kultur und Sprache des siegreichen Nordens wurden dem Süden oktroyiert. Das Okzitanische wurde zunächst aus dem offiziellen, im Laufe des 19. und 20. Jahrhunderts auch aus dem privaten Sprachgebrauch verdrängt; eine ähnliche Entwicklung widerfuhr dem Niederdeutschen (mit dem Hochdeutschen) in Norddeutschland. Dadurch schwand die Bedeutung der Langues d’oc (siehe oben) und des Frankoprovenzalischen, die vorher prestigeträchtige Kultur- und Literatursprachen waren.
Am 15. August 1539 erließ Franz I., der zweite französische König des Renaissancezeitalters, das Edikt von Villers-Cotterêts, mit der das Französische das Latein als Kanzleisprache ersetzt. Seither ist das Französische Amtssprache in Frankreich.

## Französisierung der Welt
Die Anzahl der Frankophonen hat sich seit den 1980er Jahren überdurchschnittlich gesteigert.
| Jahr | Frankophone |
| ---- | ----------- |
| 1985 | 106.000.000 |
| 1997 | 173.200.000 |
| 2005 | 200.000.000 |
| 2010 | 220.000.000 |
| 2014 | 274.000.000 |
| 2024 | 343.000.000 |

Prognosen besagen, dass sich die Zahl der Frankophonen in Afrika zwischen 2025 und 2050 um 400 Millionen vergrößern wird.
Man erwartet, dass die frankophone Bevölkerung sich bis 2060 2,66 mal so schnell wie die Weltbevölkerung vermehren wird, womit es die am schnellsten wachsende Sprache der Welt wäre.
Gemäß der OIF erfasst die Zahl von 220 Millionen nur alphabetisierte Menschen. Dabei wird ein großer Teil der Bevölkerung von frankophonen afrikanischen Ländern nicht berücksichtigt, da es dort viele Personen gibt, welche Französisch verstehen und sprechen, aber es nicht lesen können. Die französische Rat für Wirtschaft, Soziales und Umwelt schätzt, dass wenn die Zahl der frankophonen Analphabeten dazugerechnet wird, die Zahl der Frankophonen bereits 2000 bei 500 Millionen lag.
Im Jahr 2014 zeigte eine Studie der renommierten Natixis Bank, dass Französisch die weltweit meistgesprochenen Sprache bis 2050 werden würde. Kritiker der Studie meinen, dass Französisch in vielen Ländern neben lokalen Sprachen koexistiert und solche Studien daher auf stark übertriebene Zahlen kämen, da sie die Annahme träfen, Französisch würde die lokalen Sprachen in Folge der verstärkten Urbanisierung ersetzen.

## Europa

### Belgien

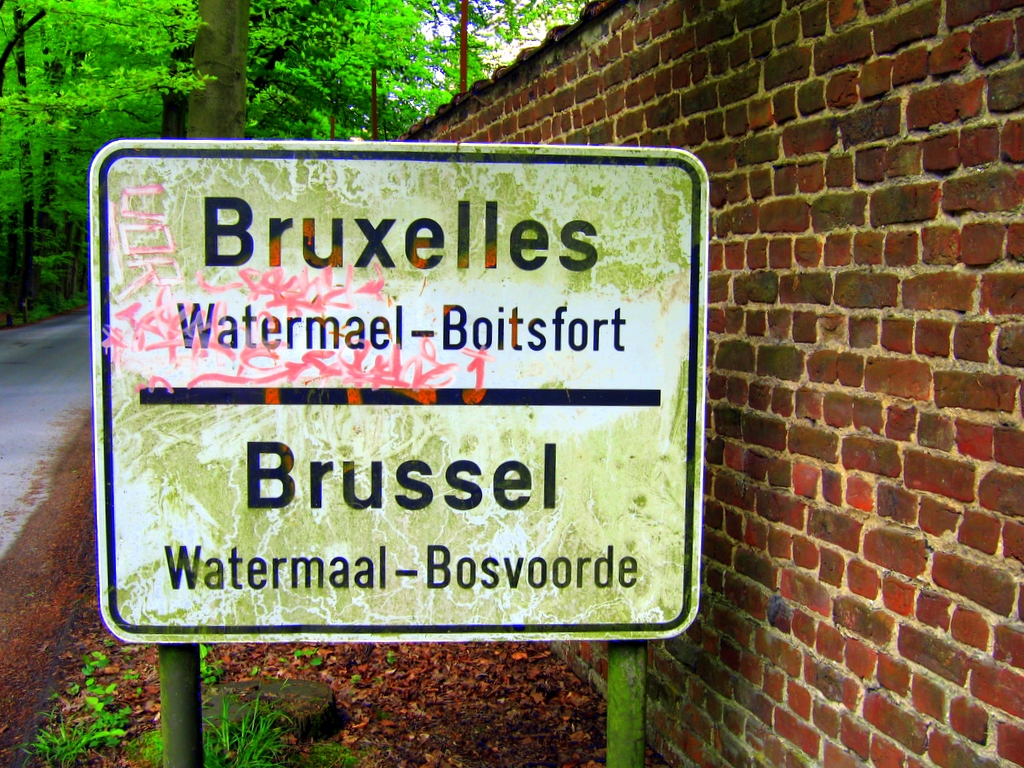
Die Region Brüssel-Hauptstadt ist ein mehrsprachiges Gebiet mit zwei offiziellen Amtssprachen, Französisch und Niederländisch.

Die Französisierung Brüssels (niederländisch Verfransing van Brussel, französisch Francisation de Bruxelles) bezeichnet die in Brüssel erfolgte Umwandlung von einer ursprünglich fast rein niederländischsprachigen in eine zweisprachige oder sogar mehrsprachige Stadt mit dominierender französischer Verkehrssprache. Obwohl in Brüssel ursprünglich hauptsächlich Brabantische Dialekte gesprochen wurden, hat sich die sprachliche Situation im Verlaufe der letzten zwei Jahrhunderte drastisch verändert. Einer der wichtigsten Gründe für den Aufstieg des Französischen war – neben der Einwanderung aus Frankreich und Wallonien – die Sprachassimilation der flämischen Bevölkerung. In der damaligen belgischen Gesellschaft galt Niederländisch als sozial minderwertig und hatte noch eine schwache Position als konkurrierende Standardsprache, was sich durch die Anziehung des Französischen als Weltsprache noch verstärkte.
| Jahr | Niederländisch | Französisch | andere |
| ---- | -------------- | ----------- | ------ |
| 1846 | 60,6 %         | 38,6 %      | 0,8 %  |
| 1910 | 49,1 %         | 49,3 %      | 1,6 %  |
| 1920 | 39,2 %         | 60,5 %      | 0,3 %  |
| 1930 | 34,7 %         | 64,7 %      | 0,6 %  |
| 1947 | 25,5 %         | 74,2 %      | 0,3 %  |

## Afrika

Frankophones Afrika